# Rosa del desierto
La rosa del desierto es una roca formada por intrincados cúmulos de cristales de yeso o barita, que incluye abundantes granos de arena. 
El hábito cristalino en roseta tiende a ocurrir cuando los cristales se forman en condiciones arenosas áridas, como en la evaporación de una cuenca salina poco profunda. Los cristales forman una disposición circular de placas planas en la que los «pétalos» son cristales aplanados en el eje c, que se abren en abanico. Esta disposición le da a la roca una forma similar a la de una flor de rosa. Las rosas de yeso suelen tener bordes más definidos y afilados que las rosas de barita. La celestina y otros minerales evaporíticos laminares también pueden formar cúmulos en roseta. Pueden aparecer como una sola «flor» o como «inflorescencias», cuyo diámetro suele variar desde unos milímetros hasta 10 centímetros. 
La rosa del desierto también se conoce con los nombres de: rosa de arena, rosa del Sahara, rosa de roca, rosa de selenita, rosa de yeso y rosa de barita.

## Propiedades físicas

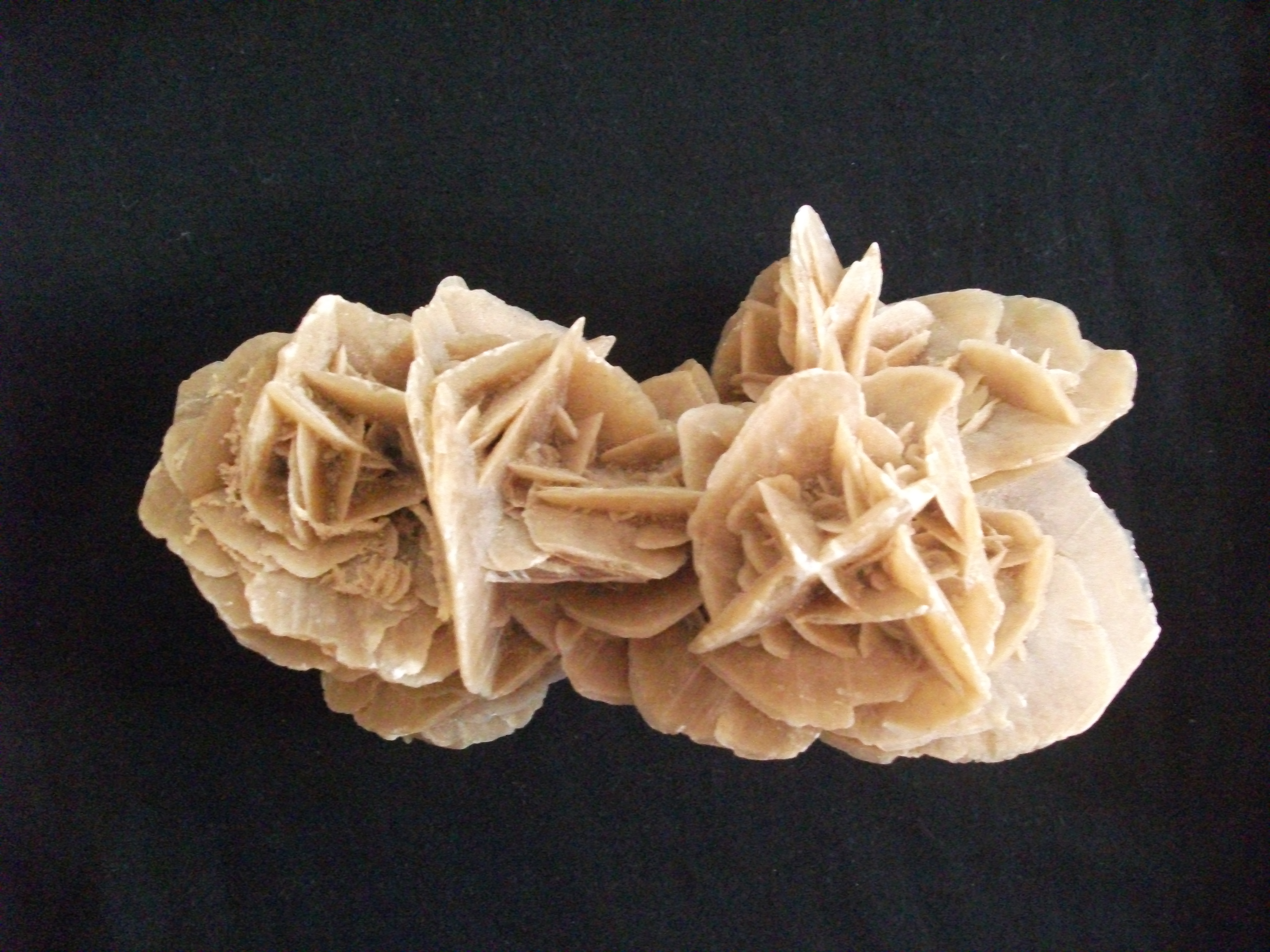
Rosa del desierto

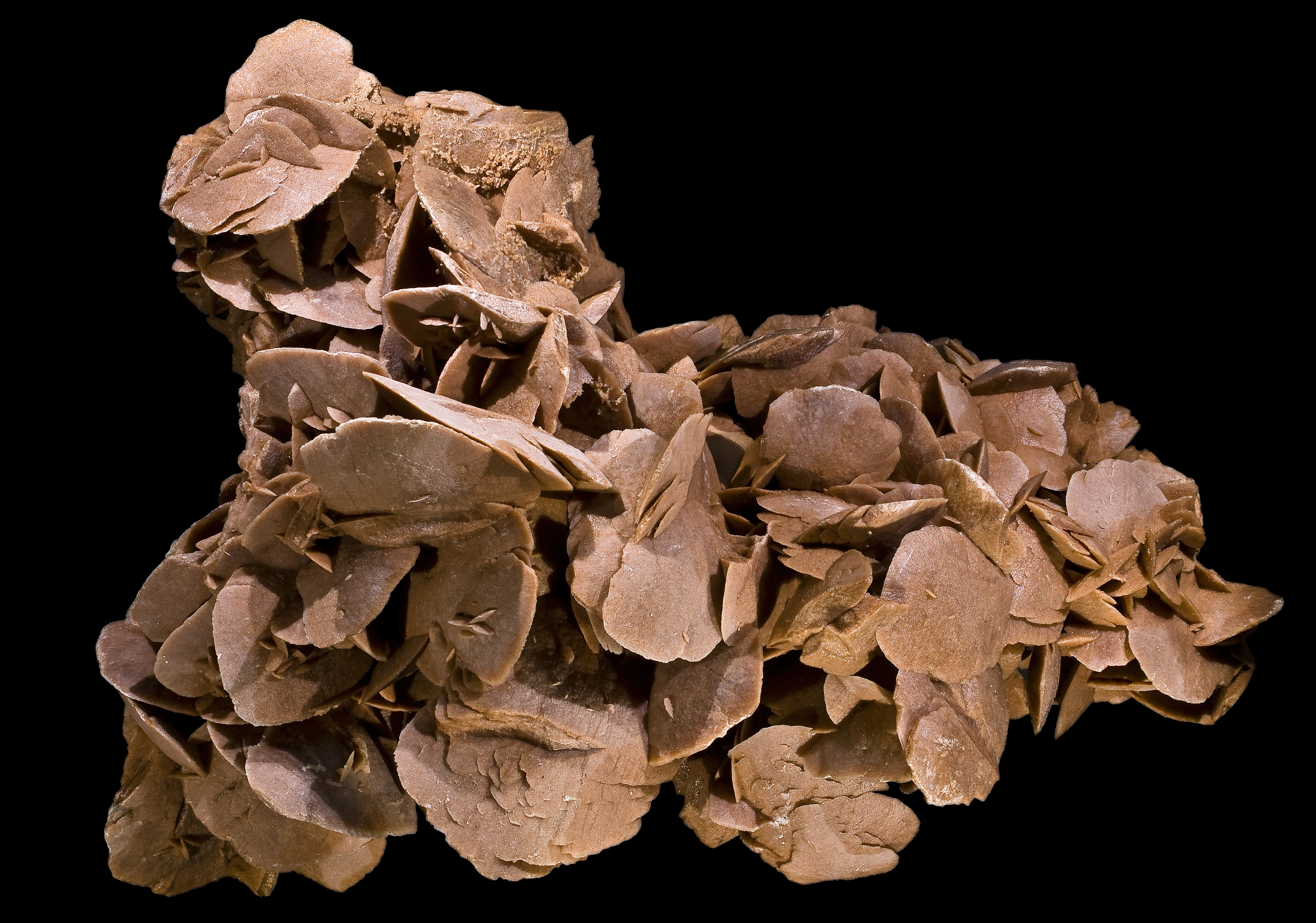
Rosa del Sahara, de 47 cm.

| Sistema cristalográfico | Monoclínico      |
| Dureza                  | 1,5-2            |
| Fractura                | Geométrica       |
| Exfoliación             | Laminar perfecta |
| Raya                    | Blanca           |
| Fórmula                 | CaSO4·2H2O       |
| Clase                   | Sulfato          |
| Brillo                  | Nacarado         |
| Densidad                | 2,32 g/cm3       |

## Formación
Se asocia la cristalización de rosas del desierto con ambientes fuertemente evaporíticos ricos en aguas sulfatadas. Esta agua se dispersa en el sedimento arenoso/lutítico, se evapora y precipita yeso en numerosos cristales que se intersecan y crecen entre ellos.

## Yacimientos
Sus principales yacimientos se han registrado en el desierto de Sáhara Occidental, desierto de Marruecos, desierto de Argelia, Túnez, España (Fuerteventura, Islas Canarias; Canet de Mar, Cataluña; La Almarcha, Cuenca), en EE. UU. (Cochise, Arizona), en México, (Ciudad Juárez, Chihuahua, en el Desierto de Samalayuca) y en Chile (Desierto de Atacama).
Esta se encuentra en casi todas las zonas del planeta con clima desértico, con suelo arenoso y rico en yeso. Sin embargo, las que son consideradas más hermosas se encuentran en el desierto del Sahara.

## Cuidados
Al ser una roca muy blanda se debe de tener mucho cuidado en su limpieza y conservación, siendo aconsejable limpiarla con un pincel blando humedecido en agua. También se debe tener cuidado a la hora de usarla como decoración, ya que desprende arena, por lo que se deberá limpiar el lugar donde se coloque periódicamente.

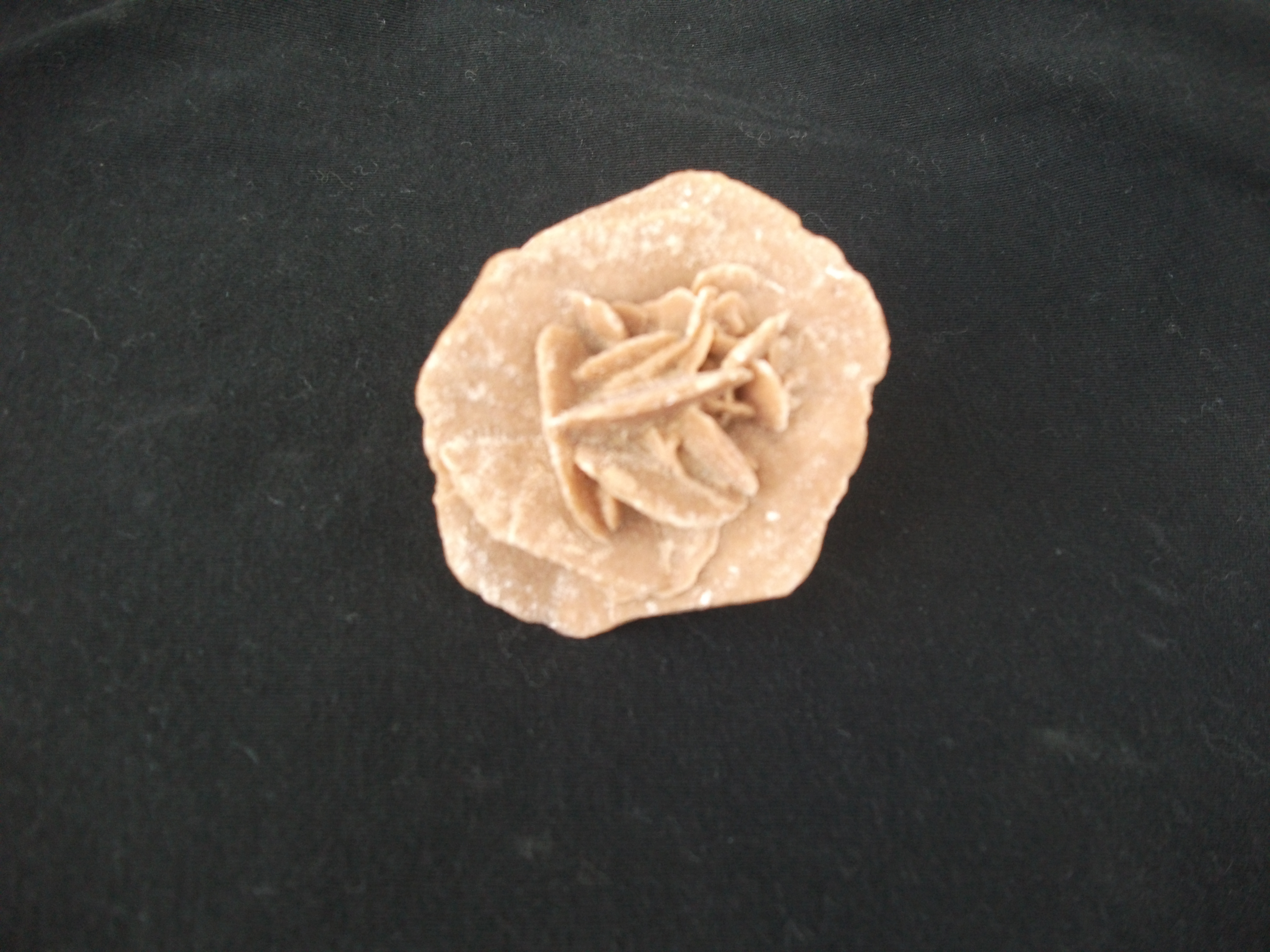
Rosa del desierto pequeña

## Curiosidades
Su nombre es atribuido a una flor debido a que los cristales lenticulares suelen agruparse en forma de pétalos. Pero también tiene una parte espinosa que se encuentra en los agudos filos de los cristales escondidos en la arena. Estos pueden incluso cortar las ruedas de los neumáticos de los vehículos todoterreno que viajan por el desierto.